# Теменужка Петкова
Теменужка Петрова Петкова е български политик от политическа партия ГЕРБ. Тя е министър на енергетиката в кабинета „Борисов II“ (2014 – 2017) и „Борисов III“ (2017 – 2021), както и министър на финансите в кабинета „Желязков“ от 2025 г.

## Биография
Завършва магистратура в специалността „Счетоводство и контрол“ в Университета за национално и световно стопанство. Преминава обучения в областта на „Вътрешния одит в публичния сектор“ в Министерствата на финансите на Ирландия и Великобритания и в областта на „Държавната финансова инспекция" в Министерството на финансите на Португалия.
От 1992 г. до 2000 г. заема длъжностите финансов ревизор и финансов експерт в Столичното управление „Държавен финансов контрол“. След това работи в Агенцията за държавен вътрешен финансов контрол като държавен вътрешен одитор и началник на отдел. От 2007 г. е директор на дирекция „Организация и извършване на инспекционната дейност“ в Агенцията за държавна финансова инспекция (АДФИ). В периода 2010 г. – 2013 г. е директор на АДФИ.
Заема длъжността заместник министър на финансите в кабинета „Близнашки“ (2014 г.). Ресорът ѝ включва дирекциите „Данъчна политика“ и „Вътрешен контрол“ в Министерството на финансите, Националната агенция за приходите, Агенция „Митници“, Агенцията за държавна финансова инспекция и Държавната комисия по хазарта.
На 7 ноември 2014 г. е избрана за министър на енергетиката в кабинета „Борисов II“. Според нея приоритет на това правителство е да бъде продължен животът на 5 и 6 блок на АЕЦ „Козлодуй“.
На 16 януари 2025 г. е избрана за министър на финансите в кабинета „Желязков“. Тя е единствената жена в правителството на Росен Желязков. Веднага след това, Петкова споделя, че първата ѝ задача, като финансов министър е приемането на България в Еврозоната. Седмица по-късно тя се отказва да поиска необходимия за това извънреден конвергентен доклад от Европейската комисия и Европейската централна банка с аргумента, че към този момент България не изпълнява критерия за ценова стабилност (инфлация от 2,6%, повече от 2,5%).